# KOYA
Koordinaten: 43° 13′ 1″ N, 100° 47′ 28″ W
KOYA 88.1 FM ist ein US-amerikanischer Radiosender in South Dakota. Er gilt als offizielles Organ der Rosebud Indian Reservation. Der Sender mit einer Leistung von 51 kW ERP befindet sich in der Siedlung Rosebud, dem Verwaltungssitz des Reservats. Die Antenne befindet sich auf einem 130 Meter hohen Mast und kann damit das gesamte Reservat abdecken. KOYA startete seinen Sendebetrieb am 24. Februar 2011 und sendet ein werbe-freies Programm getragen von Freiwilligen und Spendengeldern. Die Moderatoren arbeiten ehrenamtlich für die Station. Nach eigenen Angaben erreicht der Sender 79.000 Zuhörer.
Neben der Frequenz 88,1 MHz betreibt KOYA seit Sommer 2017 auch einen 80 Kilowatt starken Sender mit dem Rufzeichen KINI in Nebraska auf der Frequenz 96,1 MHz. Siehe KINI.
Sein Programm besteht primär aus klassischer Rock- und Countrymusik, aber auch Schulprogrammen und Nachrichten der Reservats-Verwaltung. Eine wichtige Aufgabe erfüllt die Station als Tornado-Warndienst und in der Übermittlung öffentlicher Bekanntmachungen. Dabei nehmen Kampagnen wie Smokey Bear (Eine Kampagne zur Vermeidung von Buschfeuern), des South Dakota Anti Meth Programs und Kampagnen gegen Trunkenheit am Steuer einen großen Raum ein. Die meisten dieser Kampagnen werden von der New Yorker Werbeagentur Ad Council produziert und von der Radiostation übernommen. Auch werden mehrmals am Tag offene Stellen bekanntgegeben. Wichtig in einem Gebiet mit 83 % Arbeitslosigkeit. In dieser Region, die oft als „Dritte-Welt-Land“ innerhalb der Vereinigten Staaten bezeichnet wird, gilt das öffentliche Radio weiterhin als wichtigste Informationsquelle. In einem Gebiet, wo viele Häuser kein Telefon, geschweige den Internet-Anschluss besitzen. Viele kleine Siedlungen haben nicht einmal Strom.
Das Motto der Radio Station ist englisch Rosebud’s very own ‚Nur für Rosebud‘ (sinngemäß). Neben KOYA Radio betreut noch der von der katholischen Missionsstation St. Francis betriebenen Radiosender KINI 96.1 MHz das Gebiet des Reservats.
KOYA ist das amtliche Rufzeichen, buchstabenweise gesprochen, ausgegeben von der amerikanischen Fernmeldebehörde Federal Communications Commission (FCC). Die gesetzlich geregelte Stationskennung ist „This is KOYA Radio, Rosebud. Rosebud, Sioux Tribe“.
Das Budget des Radiosenders beträgt zirka 200.000 Dollar pro Jahr.

## Public Service Announcements
Ad Council stellt eine Serie von Radio Spots „Public Service Announcements“ zusammen. KOYA verwendet (2016) folgende Blöcke in seinem Programm. Wann diese Spots verwendet werden, und in welchen Zusammenhang, entscheidet alleine der diensthabende Radiomoderator.
- Adoption From Foster Care (Adoption von Kindern)
- Autism Awareness (Aufklärung über die Behinderung Autismus)
- Bullying Prevention (Mobbing)
- Buzzed Driving Prevention (Fahren unter Alkoholeinfluss)
- Caregiver Assistance (Nachbarschaftshilfe für ältere Personen)
- Child Passenger Safety (Kindersitze in Autos)
- Children’s Oral Health (Zahnpflege von Kindern)
- Community Engagement (Kampagne für United Way)[5]
- Discovering Nature (Aufforderung, Wälder zu besuchen)
- Emergency Preparedness (Vorbeugung für Notfälle wie z. B. Tornados)
- Fatherhood Involvement (Väter sollen sich Zeit für ihre Kinder nehmen)
- Financial Literacy (Aufforderung zum Sparen für die Zukunft)
- Food Safety Education (Lebensmittelvergiftung, saubere Küche)
- Foreclosure Prevention Assistance (Verlust des Hauses durch ausstehende Ratenzahlungen)
- High Blood Pressure (Bluthochdruck)
- Hunger Prevention (Tafelläden)
- Job Training & Employment (Wege zu einem Arbeitsplatz)
- Pathways to Employment (Wege zu einem Arbeitsplatz)
- Learning & Attention Issues (Aufmerksamkeitsstörungen bei Kindern)
- Stroke Awareness (Wie erkennt man Schlaganfälle)
- Teacher Recruitment (Werde ein Lehrer)
- Wildfire Preparedness (Vermeidung von Wildfeuern)
- Wildfire Prevention (Vermeidung von Wildfeuern)
- Women’s Heart Disease (siehe GoRedForWomen.org, Herzinfarkt bei Frauen)

Daneben sendet KOYA Public Service Announcements von verschiedenen Organisationen aus South Dakota, Montana und Nebraska. KOYA produziert auch eigene Spots, zusammen mit der Reservats-Verwaltung. Besonders oft werden Spots des Montana Meth Programs gesendet.